# Jägersprache
Die Jägersprache, auch Waidmannssprache oder Weidmannssprache, ist die traditionelle Fach- und Sondersprache der Jäger. Sie setzt sich aus Fachwörtern aus dem Bereich der Jagd zusammen und wird von Jägern zur exakten Verständigung untereinander sowie als Teil des jagdlichen Brauchtums benutzt. Neben der Exaktheit lassen sich durch die Jägersprache oftmals Zustände und Ereignisse während der Jagd viel einfacher und kürzer beschreiben als mit der konventionellen Sprache. Insofern wird sie Nichtjägern gegenüber dann nicht verwendet, wenn Verständnisprobleme entstehen könnten.
Die Jägersprache ist im deutschen Sprachraum ab dem 19. Jahrhundert zunehmend vereinheitlicht worden; die regionale Terminologie ist heute – jedenfalls in der deutschen Schweiz – weitestgehend einer gemeindeutschen gewichen. Viele Ausdrücke der Jägersprache sind schon etliche Jahrhunderte in Gebrauch. Einige sind auch in die Umgangssprache übernommen worden, zum Beispiel in den Redewendungen „jemandem eins hinter die Löffel geben“, „zur Strecke bringen“ und „durch die Lappen gehen“.

## Geschichte
Die Jägersprache hat ihre Ursprünge zum einen in der präzisen Beschreibung von Naturbeobachtungen und Zeichen des zu erlegenden Wildes als Fachsprache bis heute, zum anderen historisch gesehen in der bewussten Absetzung des Adels vom „gemeinen Volk“ (insbesondere den weniger zur Verklärung neigenden „Bauernjägern“). Eine wesentliche Entwicklung durchlief die Sprache ab dem 12. Jahrhundert als Zunftsprache der Berufsjäger. Zu dieser Zeit beschränkte sie sich jedoch auf Bereiche der Rotwildjagd bzw. der Hochwildjagd, der Jagdhunde, der Falknerei und des Vogelfangs. Erst im 17. und 18. Jahrhundert wurden verstärkt Begriffe aus der Niederwildjagd aufgenommen.

## Abgrenzung
Nicht mit der Jägersprache zu verwechseln ist das mit dem Seemannsgarn vergleichbare Jägerlatein. Darunter versteht man, dass ein Jäger eine übertriebene Erlebnisgeschichte schildert, um zu prahlen oder unkundige Zuhörer zum Scherz in die Irre zu führen. Fabelhafte Wildarten wie unter anderem der Rasselbock oder der Wolpertinger gehören in den Bereich des Jägerlateins.
Ebenfalls nicht zur Jägersprache zählen traditionelle Bezeichnungen aus Tierfabeln und Märchen wie etwa Reineke Fuchs oder kurz Reineke für den Fuchs, Meister Lampe für den Hasen oder Malepartus für den Bau des Fuchses.
Durch eine zunehmende Technisierung der Jagd, z. B. bei der Optik oder den Jagdwaffen, ist heute eine Abgrenzung zu anderen Fachbereichen fließend.

## Beispiele

### A
- Aalstrich: dunkler Strich auf dem Rücken bei Hirscharten, Gamswild im Sommer und bei manchen Hunden.
- Aasjäger: Jäger, durch dessen unwaidmännische Jagdausübung viel Wild verloren geht (verludert)
- abäsen: Pflanzen abfressen, vom Wild gesagt
- abbalgen: Haut bzw. Fell abziehen, bei Raubwild und Hasenartigen
- abbeißen: die Jungen zwingen, seinen Lebensbereich zu verlassen, vom Haarraubwild
- abbaumen: einen erhöhten Platz verlassen, von Federwild; die jagdliche Einrichtung wie Hochsitz, Ansitzleiter verlassen, vom Jäger
- abblasen: die Gesellschaftsjagd mit dem Jagdhornsignal Jagd vorbei beenden
- abbrunften: nicht brünftig, durch die Brunft körperlich geschwächt
- abdocken: den Schweißriemen ablaufen lassen
- abfährten: im Revier nach Fährten suchen
- abfangen: krankes Wild mit einer kalten Waffe töten
- abfedern: Flugwild töten
- abführen: Jagdhunde ausbilden
- abhalsen: Hunden die Halsung abnehmen
- abhauben: dem Beizvogel die Haube abnehmen
- Abkommen (siehe auch: das Absehen): Visiereinrichtung im Zielglas
- abkommen: 1. das Ziel bei Abgabe des Schusses erfassen – „Ich bin gut abgekommen“ heißt, der Schuss ging dahin, wo er hin sollte; 2. in schlechte Gesundheit geraten; abgekommen: in schlechter körperlicher Verfassung; 3. die Fährte verlieren, vom Jagdhund, z. B. bei der Nachsuche
- abliebeln: Einen Hund für gute Arbeit loben und streicheln
- abnicken (siehe auch: abfangen): veraltete Methode, verletztes Wild mit einer blanken Waffe (Jagdmesser = Nicker oder Knicker) durch Stich ins Hinterhauptloch (Genick) zu töten; dazu wurde der Kopf nach vorne gedrückt, daher der Ausdruck „Abnicken“
- abreiten: das Auer- oder Birkwild fliegt fort
- abrichten: den Jagdhund ausbilden
- abrufen: Zurückrufen eines Teilnehmers einer Jagd, einschließlich Jagdhund
- abschärfen: 1) veraltete Bezeichnung für das Abtrennen der Bärendecke und der Dachsschwarte; 2) allgemein für Schneiden mit dem Jagdmesser
- abschlagen: vertreiben, der alte Hirsch „schlägt“ den jüngeren „ab“, vertreibt ihn[5]
- abschlagen: die Jagdtrophäe präparieren, wobei der Schädel des Wildes erst freigelegt, dann zersägt und schließlich ausgekocht und gebleicht wird.
- Abschuss: 1) erlegtes Stück Wild 2) Gesamtzahl des Wildes laut Abschussplan, vor und nach der Ausführung
- abschussnotwendig: schwaches und krankes Wild für den Hegeabschuss
- abschwarten: Schwarzwild und Dachs häuten
- Absehen, das: Markierung in der Optik des Zielfernrohrs (z. B. Fadenkreuz), die genaueres Zielen und Einschätzung von Entfernungen ermöglicht
- abspringen: flüchtig werden, vom Schalenwild
- abstellen: Treiber oder Schützen an einer bestimmten Stelle postieren
- abstreichen: wegfliegen, von Federwild
- abtragen: den Greifvogel oder Falkenartigen zur Jagd ausbilden[6]
- Abtritt: 1. Losungsplatz am Dachsbau; 2. Hirschgerechte Zeichen, wenn der Hirsch Grashalme beim Tritt mit seinen Schalen abschneidet
- abtun: Jagdhund tötet von ihm gegriffenes Wild; Raubwild wird abgewürgt
- abtun, sich: einzelnes Stück Wild sondert sich von Rudel etc. ab
- Abwurfstange: das abgeworfene Geweih von Cerviden (Geweihträgern)
- abwürgen: ein Stück Wild durch Halsbiss töten, vom Jagdhund; auch Raubwild
- Achtender: ein Hirsch mit einem achtendigen Geweih
- äsen: Schalenwild nimmt Nahrung auf
- Äser: Maul der meisten Schalenwildarten. Mit dem Äser wird Äsung, d. h. Nahrung, aufgenommen
- Äsung: Nahrung des Schalenwildes, außer bei Schwarzwild
- Affe, der: Junges des Murmeltiers
- Afterdrüse: Drüse am Weidloch des Hundes
- Alttier: geschlechtsreife Hirschkuh
- anbacken: die Langwaffe in den Anschlag („an die Backe“) nehmen
- anblasen: den Beginn eines Treibens durch ein Jagdhornsignal ankündigen
- anbrüchig: in Fäulnis übergehend, vom Wildbret
- anfallen: die richtige Fährte finden und arbeiten, vom Schweißhund
- anhalsen: dem Jagdhund das Halsband (Halsung) anlegen
- ankirren: Wild an einer bestimmten Stelle durch Auslegen von Futter anlocken
- annehmen: 1. angreifen, vom Wild. Wenn ein Jäger von einem Stück Wild angegriffen wird, sagt man, „der Keiler hat mich angenommen.“; 2. Beginn der Nutzung von etwas durch Wild („Das Schwarzwild hat die Kirrung angenommen“, „Das Reh hat den Pirschpfad als Wechsel angenommen“)
- anschneiden: die Beute anfressen, vom Fuchs
- Anschuss: 1. Ort, an dem das Wild im Schuss stand, wichtig für Schusszeichen, Pirschzeichen und Nachsuche; 2. Eintrittswunde im Wildkörper
- ansprechen: Wild nach Art, Geschlecht, Alter und Zustand erkennen und klassifizieren. Wird auch auf Pflanzen angewandt: einen Baum ansprechen = Art und Zustand des Baumes identifizieren
- anstellen: bei der Jagd den Schützen feste Plätze durch den Ansteller zuweisen
- Ansteller: revierkundiger Jäger, der den Jagdgästen einen festen Platz, Stand, Sitz, Kanzel zuweist.
- anwarten: über dem Falkner oder über dem Hund in Erwartung der Beute kreisen, vom Falken
- anzeigen: der Jagdhund zeigt durch sein Benehmen an, dass er etwas gefunden hat; der Vorstehhund steht vor[7]
- Aser: Jägerrucksack
- Atzung: die Nahrung des Beizvogels
- Auf, der: Uhu
- aufbaumen: 1) sich auf einen erhöhten Platz wie z. B. auf einen Ast setzen oder niederlassen, von Federwild und Raubwild; 2) seinen Hochsitz besteigen, vom Jäger
- aufbrechen: ausweiden, d. h. das „zur Strecke gebrachte“ Wildes zur Entnahme des „Aufbruchs“ aufschneiden, dabei wird das Schloss (Becken) gebrochen
- Aufbrechpause: Pause, die bei länger andauernden Gesellschaftsjagden aus wildbrethygienischen Gründen eingelegt wird
- Aufbruch: die Eingeweide als Gesamtheit der in den großen Körperhöhlen gelegenen inneren Organe
- aufdocken (auch docken): den Schweißriemen brauchtumsgerecht zusammenlegen
- Aufgang: Beginn der Jagdzeit nach der Schonzeit (Beispiel: Hasen gehen auf = Hasen dürfen gejagt werden)
- aufmüden: bei der Nachsuche ein Stück aus dem Wundbett treiben
- aufschärfen: den Körper des toten Tieres aufschneiden
- aufwerfen: den Kopf zum Lokalisieren plötzlich anheben, z. B. bei Störungen, Geräuschen oder Bewegungen
- äugen: sehen (von Auge)
- Augspross: das unterste Ende über der Rose am Geweih der Hirschartigen[8]
- ausarbeiten: Fährte des kranken Wildes vom Anschuss aus verfolgen
- ausfallen: aus dem Ei schlüpfen von Federwild
- aus der Decke schlagen: Schalenwild häuten (Ausnahme: Schwarzwild)
- auswerfen: nicht mehr übliche Methode, das Gescheide bei Hasen und Kaninchen herauszunehmen[9]

### B
- Bache: weibliches, geschlechtsreifes Wildschwein (Schwarzwild)
- Bail (im Bail): Standlaut beim Schweißhund[10], Endkampf von Jagdhund und weidwundem Wild[11]
- Balg: Haut mit Fell von Feldhase (siehe Hasenfell) und Kaninchen, Rotfuchs (siehe Rotfuchsfell) und Marder, auch Vogelbalg
- Ballenzeichen: Hirschgerechte Zeichen von den Ballen zwischen den Schalen, z. B. Burgstall
- ballieren: auf der Faust oder dem Block fluglustig mit den Flügeln schlagen, vom Beizfalken
- Balzrosen: rote Hautausstülpungen oberhalb der Augen des Auerhahns, des Birkhahns und des Alpenschneehahns
- Basse: ein starkes, altes, männliches Wildschwein (Keiler)
- Bast: sehr gut durchblutete Schutzhaut über dem im Wachstum befindlichen Geweih oder Gehörn
- Bau, der (die Baue): Behausung eines Tieres (Fuchsbau, Dachsbau, Kaninchenbau)
- befahren: einen Bau (siehe oben) bewohnen. Ob ein Bau befahren ist, erkennt man an den Spuren bei der Einfahrt
- Behang: 1) die herabhängenden Ohren von diversen Jagdhunden; 2) Altersbezeichnung bei Jagdhunden: „im 1. Behang“ = im 2. Lebensjahr
- Beize, die (von beißen) oder Beizjagd: das Jagen mit dem abgetragenen Beizvogel ist eine der ältesten Jagdarten, z. B. tötet der Falke mit dem Falkenzahn die Beute mit einem Biss ins Genick
- beschlagen: das Begatten bei allem Schalenwild,[12] z. B. eines brunftigen Tieres durch den Hirsch; das Tier, welches sich beschlagen lässt, „steht“ bei diesem Vorgang
- bestätigen (auch bestatten): Feststellen und Ansprechen von Wild, Standorten etc. besonders bei Rotwild durch Hirschgerechte Zeichen
- blanke (kalte) Waffen: Hirschfänger, Nicker und ähnliche Waffen für die Jagd
- blasen: Lautäußerung, Warnruf der Bache (Leitbache)
- Blattschuss: Schuss, der ins Schulterblatt eines Tieres trifft. Da er Herz, Lunge und/oder große Blutgefäße verletzt, führt er zum sofortigen Verenden
- Blattzeit: Paarungszeit beim Rehwild. Der Begriff leitet sich ab von der zu dieser Zeit möglichen Lockjagd durch Pfeifen auf einem Buchenblatt oder Blatter
- Blatter: Instrument zur Blattjagd
- Blender: Jagdhund, der durch Vorstehen nicht vorhandenes Wild anzeigt
- Blinker: Jagdhund, der vorhandenem Wild nicht vorsteht und ausweicht
- Blume: Schwanz des Feldhasen und das Ende der Lunte beim Rotfuchs
- Bockfieber oder Jagdfieber: gelegentlicher, aufgeregter Gemütszustand des Jägers kurz vor und auch nach dem Schuss auf Wild
- bögeln: dem Verlauf einer Fährte nicht geradlinig, sondern in Schlängellinien folgen, vom Jagdhund
- bogenrein: dem aufgejagten Wild nicht (weit) über das Treiben (Bogen) hinaus folgend, eine gewünschte Eigenschaft des Jagdhundes
- brackieren: Jagd mit weit jagenden Hunden (Bracken) auf mindestens 1000 Hektar Jagdfläche
- Brand: Milzbrand (Anthrax) ist eine Infektionskrankheit, die hauptsächlich bei Paarhufern auftritt
- brav: 1) „braver Bock“ ist ein guter, reifer Bock; 2) „braver Hund“ ist ein Lob für gute Leistung
- brechen: 1. Schwarzwild wühlt nach Fraß; 2. Wild flüchtet durch Unterholz und bricht dabei Äste ab[13]
- Bringsel: ein kurzer Lederriemen an der Halsung wird vom Jagdhund in den Fang (Maul) genommen und zeigt dem Jäger, dass eine Nachsuche erfolgreich war
- Brocken: 1) Kirrbrocken als Köder 2) Äsen von Auerwild an Beerensträuchern
- Brocker: der Schnabel des Auerwildes
- Bruch oder Gebräch: Stelle, an der Schwarzwild nach Fressen gegraben hat
- Bruch oder Bruchzeichen: Informationszeichen, die zwischen Jägern verwendet werden; es handelt sich regelmäßig um abgebrochene, belaubte bzw. benadelte Zweige bestimmter Bäume
- Brunft oder Brunst: Paarungszeit bei Schalenwild außer Wildschweinen
- Brunftkugeln: die Hoden beim Schalenwild, Steine beim Keiler
- Brunftrute: das männliche Geschlechtsteil beim Schalenwild, außer Reh- und Schwarzwild (hier Pinsel)
- Büchsenlicht: bezeichnet zur Jagd ausreichende Lichtverhältnisse, d. h. Kimme und Korn auf dem Büchsenlauf sind im Ziel noch erkennbar
- Bürzel, der: Schwanz von Wildschwein, Dachs und Bär
- Burgfrieden: verschiedene Tierarten leben in einem Bau, z. B. Fuchs, Dachs und Brandente[14]
- Burgstall vgl. Hirschgerechte Zeichen: kleine Erhöhung in der Fährte
- buschieren: mit Vorsteh- oder Stöberhunden unter der Flinte nach Niederwild suchen

### C
- changieren: der Hund wechselt die Spur oder Fährte, insbesondere bei der Nachsuche auf eine (meist) wärmere oder gesunde Spur/Fährte
- Chinaseuche: Kaninchenkrankheit
- Chokebohrung: Würgebohrung im Flintenlauf
- Conibearfalle: Totschlagfalle aus Stahldraht
- Curée: Recht der Hunde, das heißt den Hunden zustehender Teil des Wildes nach der Parforcejagd, das Genossenmachen

### D
- Dachrose: besondere Form einer Rose beim Geweih
- Damwild: Damhirsche (dama dama)
- Decke: Fell von Schalenwild (außer Schwarzwild = Schwarte)
- Deckung: 1. Schutz davor, gesehen zu werden; 2. Verteilung der Schrote beim Flintenschuss
- dick gehen: trächtiges Wild
- Dickung: Schonung, bildet dem Schalenwild Deckung
- docken: den Schweißriemen auf- oder abwickeln
- Dohne, die: Fangschlingen zum Vogelfang
- doppeln: zwei Schüsse lösen sich unbeabsichtigt, gleichzeitig aus einer mehrläufigen Waffe, z. B. Drilling
- Drahle: meist aus rostfreiem Metall gefertigtes Drehgelenk und Verbindungsstück zwischen Geschühriemen und Langfessel; Teil des Geschühs bei Beizvögeln
- Dublette: 1. Erlegung von zwei Stück Wild aus derselben Waffe in zeitlich unmittelbarer Abfolge; 2. Beschießen von zwei gleichzeitig gestarteten Tontauben beim Tontaubenschießen
- durch die Lappen gehen (Lappjagd): wenn Wild entkommt, eine Redensart, die sich aus der Jägersprache ableitet
- Durchgehschütze: bei einer Drückjagd zusammen mit der Treiberwehr laufender Schütze[15]
- Dunst: sehr feiner Schrot für die Vogeljagd

### E
- Ehrenlauf: der rechte Vorderlauf des parforce gejagten Hirsches. Galt früher als Trophäe und wurde dem würdigsten Jagdgast überreicht
- Eichelmast: Die Früchte der Eichen (Stiel- und Traubeneiche), die insbesondere dem Schwarzwild als Nahrung dienen.
- einfahren: Beschreibt das Verhalten baubewohnender Wildarten, die in ihren Bau hineinkriechen.
- Einfahrt: Der Eingang eines Baues. Er ist entweder befahren oder nicht befahren.
- einfallen: auf Boden, Baum oder Wasser niederlassen, vom Federwild
- eingehen: Wild, das auf natürliche Weise (z. B. Krankheit) ohne Fremdeinwirkung umkommt, Fallwild.
- Einlauf: 1. Öffnung in einem Gatter, durch die das Wild zwar hinein-, aber nicht mehr hinauslaufen kann, Einsprung; 2. das morgendliche Einrücken des Hasen in den Wald
- Einsprung: Öffnung in einem Gatter
- Einstand(-sgebiet): Ruhe- und Rückzugsraum des Wildes, z. B. innerhalb von Dickungen, Brombeerverhauen, Schilfgürteln etc.
- Eissprosse: Ende zwischen Aug- und Mittelsprosse an der Stange eines Geweihs
- Ende: Verzweigung, Spross an der Geweihstange
- Entenstrich: Das Abwarten der Jäger, wenn die Enten morgens oder abends die Gewässer anfliegen
- erlegen: Ein Stück Wild töten.
- Erleger: hat das Wild rechtmäßig erbeutet

### F
- Fädlein, Fädchen: durch den Zwang verursachter schmaler Streifen zwischen den Hauptschalen im Trittsiegel des Rotwildes, hirschgerechtes Zeichen
- Fähe: weibliches Tier des Fuchses, auch des Wolfes[16] sowie aller Marderartigen[17] mit Ausnahme des Dachses;[18] Herkunft: mittelhochdeutsch vohe, althochdeutsch voha ‚Füchsin‘[17]
- Fährte: die auf dem Erdboden hinterlassenen „Fußabdrücke“ des Schalenwildes (vgl. „Spur“ und „Geläuf“)
- Fährtenschuh: Schuh mit an der Unterseite befestigten Schalen von Schalenwild zur Herstellung einer künstlichen Schweißfährte zur Einübung des Hundes[19]
- Färben, das: 1) Blutausfluss der Hündin bei der Läufigkeit (Hitze) 2) Haarwechsel beim Schalenwild (außer Schwarzwild)[20]
- Fahne: 1) die lang behaarte Rute langhaariger Jagdhunde 2) Innen- und Außenseiten bei Vogelfedern[21]
- Falkner: ein Falkner (oder Beizjäger) betreibt die Beizjagd mit Greifvögeln und Falkenartigen wie Falken, Sperbern, Habichten oder Adlern auf Federwild (z. B. Rebhuhn) und kleines Haarwild (z. B. Kaninchen)
- Fallbaum: auch Hakbaum, auf dem Federwild sitzt, z. B. Krähen bei der Lockjagd
- Fallensteig: hergerichteter Pfad, auf dem sich eine Falle befindet: glatter Gang, guter Fang
- Fallwild: Wild, das eines natürlichen Todes gestorben ist, es fällt[22]
- Fang: 1. die Schnauze von Raubtieren, auch des Hundes; 2. die Füße (Krallen) von Greifvögeln sowie die Hände (Krallen) von Falkenartigen, siehe: Vogelfuß
- Fangschuss: derjenige Schuss, der abgegeben wird, um waidwundes, also nicht unmittelbar tödlich getroffenes oder angefahrenes Wild zu töten
- Fasch, das oder Fleisch, das: der Schweiß[23]
- faschen: schweißen oder bluten[23]
- Fäustling: Faustgroßer Junghase
- Federspiel: Trainingsgerät aus einer Schnur und einer Beutetierattrappe zur Abrichtung von Greifen
- Federwild: die dem Jagdrecht unterliegenden Vögel
- fegen: den „Bast“ von den ausgebildeten Geweihen und Gehörnen an Bäumen und Sträuchern abreiben, vom Rot- und Rehwild
- Feistzeit: Zeit vor der Brunft, also die Zeit vor der Fortpflanzung – sie dient Hirschen dazu, sich für die folgende, kräfteraubende Zeit Fettreserven zuzulegen
- Feld: Altersbezeichnung für Vorstehhunde (Jagdhunde, die insbesondere zum Vorstehen verwendet werden): „im 1. Feld stehen“ = sich im 2. Lebensjahr befinden
- ferm (auch firm): ein fertig ausgebildeter Jagdhund bzw. auch ein gut ausgebildeter Jäger
- Feuchtblatt: das äußere weibliche Geschlechtsteil beim Schalenwild
- Feuchtglied: das männliche Geschlechtsteil bei Haarraubwild und beim Hund
- Finger gerade lassen: nicht schiessen[24]
- flüchtig: ein Wildtier, das nach einer Beunruhigung im Schritt oder im Trab davonzieht. Galoppierend fliehende Tiere nennt man hochflüchtig.
- forkeln: gegen einen Nebenbuhler, Mensch oder Hund kämpfen bzw. stoßen, vom Geweih- oder Gehörnträger
- frischen: Frischlinge gebären
- Frischling: frisch geborenes Wildschwein im ersten Lebensjahr (ursprünglich: im ersten Jagdjahr)
- Fuchsprellen: grausames „Jagdvergnügen“ der höfischen Jagd
- führen: 1. ein Muttertier führt ein Junges; 2. ein Gewehr benutzen; 3. einen Jagdhund halten; 4. ein Leittier führt ein Rudel
- Führigkeit, die: die gute Zusammenarbeit zwischen Jagdhund und Hundeführer[25]
- Fußgestell: Schenkel des Habichtes

### G
- Gabler: Rothirsch, dessen Geweih zu einem Spieß einen Augspross zeigt, bzw. Rehbock, dessen Stangen jeweils nur eine Vereckung haben
- Gams: Gämse oder vor der Rechtschreibreform Gemse
- Gebräch, das: durch Schwarzwild aufgewühlter Boden
- Gebrech, das: Maul von Schwarzwild
- Gefege: die haarigen Fasern, die nach dem Fegen des Bastes entstehen.
- Geheck, das: Die geworfenen Jungen beim Haarraubwild, bzw. die ausgefallenen Jungen bei Wasserwild.
- Gehöre: die Ohren des Raubwildes[26]
- Gehörn: das Geweih des Rehbocks
- Geilen, die: selten für die Hoden des Wildes, z. B. von Auer-, Trapp- und Wildputerhahn[27]
- Geiß: führendes Muttertier beim Reh, Gams und Steinbock
- Geläuf: Fährte von Federwild, außer der Trappe und Auerwild
- Geläut, das: Gebell der Jagdhunde z. B. bei Treibjagden
- genossen machen: 1. dem Jagdhund, 2. dem Beizvogel eine Belohnung geben, insbesondere nach der Jagd mit etwas Fleisch
- Geräusch: Lunge, Herz, Nieren, Luft- und Speiseröhre beim Schalenwild
- Gescheide (mundartlich auch Geschlinge): Eingeweide von allem Wild; Magen: großes Gescheide, Gedärm: kleines Gescheide
- Geschleif: Eingänge zum Dachs-, Fuchs- oder Biberbau[28]
- Geschleppe (vgl. Schleppe): Köderfleisch an einer Leine, mit der man eine Spur zum Schieß- oder Fangplatz des Raubwildes zieht und dort gegen Wegnahme zugänglich befestigt[29]
- Geschmeiß: Kot von Raubvögeln
- Geschröte: Hoden mit Hodensack von Hunden und Haarraubwild
- Gesperre: Gesamtheit der Küken und Altvögel einer Brut bei den Fasanenartigen
- Gestell: schneisenartig ausgehauenes Waldstück, ursprünglich zum Stellen des Jagdzeugs (Netze, Lappen), heute meist zum Abtransport geschlagenen Holzes (vgl. Adlergestell)
- Gewaff, auch Waffen: Eckzähne beim Keiler (männliches Wildschwein); im Unterkiefer Gewehre oder Hauer, im Oberkiefer Haderer
- Geweih: der „Kopfschmuck“ von männlichen Tieren, die zu den Cerviden gerechnet werden
- Gewicht: Gehörn, das Geweih des Rehbocks
- Gössel: Küken noch nicht flugfähiger Wildgänse[30]
- Grandeln: Jagdtrophäe 1. die oberen Eckzähne von Wiederkäuern (in der Regel von Hirschen); 2. die ersten Federn vom Schwingenbug des Auerhahns
- Grashirsch: Rothirsch, der bis zur Milchreife des Hafers (Juni) nur Gras gefressen hat[31], später Feisthirsch, dann Brunfthirsch
- Grimal: durch mangelhafte Ernährung oder Stress während des Wachstums entstandene Fehlstelle in den Federn des Beizvogels; auch Hungermale genannt
- Grind: Kopf der Hirschartigen und der Gams[32][33][34]

### H
- Haar, das: bei Haarwild, außer Hase und Kaninchen (Wolle) und Schwarzwild (Borsten)
- Haarwild: dem Jagdrecht (Wild) unterliegende Säugetiere
- Haderer, die: Eckzähne im Oberkiefer des Keilers, Teil des Gewaffs
- Haggard: ein zur Beizjagd der Natur im Adultstadium entnommener Greifvogel (meist Habicht) oder Falkenartiger
- Haken, die: Eckzähne im Kiefer der Bache
- Halali, das: ist sowohl Gruß als auch Jagdruf, Bestandteil des jagdlichen Brauchtums
- Halsung: Halsband für den Jagdhund
- Härte: angeborene Fähigkeit von Jagdhunden sehr unempfindlich gegen körperliche und belastende seelische Reizwirkungen zu sein
- Häsin: Bezeichnung für den weiblichen Hasen und für das weibliche Kaninchen
- Hasenklage (auch Hasenquäke): Lockinstrument für Raubwild
- Hassen: Verhalten von verschiedenen Vogelarten, das zur Lockjagd ausgenutzt wird
- Hatz: historische, heute verbotene Jagdart, bei der schwere Hunde auf schweres, lebendes Wild (Schwarzwild, Bären) gehetzt werden, um dieses zu stellen und zu binden
- Haube: Lederkappe, die dem Beizvogel die Sicht nimmt und ihn auf diese Weise beruhigt sowie eine Fokussierung auf unerwünschte Beute verhindert
- Hauer, die: auch Gewehre, Eckzähne im Unterkiefer des Keilers
- Haupt: Kopf beim Schalenwild, ausgenommen beim Schwarzwild, dort Kopf
- Hetze: falls erforderlich, ein Hetzen und Stellen des kranken Wildes am Ende einer Nachsuche
- Hetzjagd: mit Windhunden auf leichtes Wild, mit Packern auf grobes Wild; in Deutschland heute verboten
- Hexenringe: Spuren, die der treibende Rehbock und die brunftige Ricke bzw. das Schmalreh im Getreide hinterlassen
- Himmelszeichen, vgl. Hirschgerechte Zeichen: Spuren des Rothirschgeweihs, die beim Durchwechseln an Bäumen im Ast- und Blattwerk in Geweihhöhe entstehen, auch abgestreifter Schnee kann ein solches Zeichen sein
- Hirsch: Cervus elaphus vgl. Rothirsch
- Hirschruf: Instrument zur Nachahmung der Rothirschstimme, z. B. Tritonmuschel[35]
- Hitze: Zeit des Eisprungs beim weiblichen Jagdhund
- hitzig: 1. Hitze; 2. Jäger, der aus Beutegier zu hastig schießt
- hochflüchtig: ein Wildtier, das nach starker Beunruhigung oder wenn es gehetzt wird, im Galopp flieht.
- Hochwild: heute alles Schalenwild außer Rehwild, sowie Auerwild und Stein- und Seeadler
- holzen: sich von Ast zu Ast bzw. von Baum zu Baum fortbewegen, z. B. der Marder
- Horrido: bei Jägern als Begrüßung, aber auch zur Ehrenbekundung als Jagdruf
- Hosen: die Befiederung an den Schenkeln des Greifvogels oder des Falkenartigen
- hudern: zur Reinigung und zur Beseitigung von Ektoparasiten im Sand baden, vom Federwild
- Hüttenjagd: Lockjagd auf Krähen und Greifvögel mit dem (früher) lebenden Auf[36]

### I
- im Feld stehen: Alter des Vorstehhundes
- im Feuer liegen: beschossenes Wild bricht im Schuss zusammen
- Inbesitznahmebruch: ein Bruch, der den rechtlichen Besitz eines erlegten Stücks Wild am Ort der Erlegung anzeigt
- Infanterist: laufender Fasan; der Schuss auf ebensolchen gilt als verpönt
- innehaben: Trächtigkeit bei Hasen, Kaninchen und kleinem Haarraubwild
- Insiegel: Fährtenzeichen, das beim Ziehen durch weichen lehmigen Boden oder bei Schnee entsteht. Reste von Lehm oder Schnee lösen sich erst später aus den Schalen des Schalenwildes. Insiegel ist ein hirschgerechtes Zeichen.

### J
- Jagdbetrieb: alle Tätigkeiten der praktischen Jagdausübung
- Jagdbezirk: Eigenjagd und Gemeinschaftlicher Jagdbezirk sind Jagdbezirke
- Jagdeignungsprüfung (JEP): Brauchbarkeitsprüfung für den Jagdhund
- Jagdfieber: eine Stressreaktion, die manchen Jäger beim Anblick von Wild befällt und einen sicheren Schuss verhindert
- Jagdfrieden: Zustand der harmonischen Kooperation von Jägern, Pächtern, Eigentümern und Behörden in einem Gebiet[37][38]
- Jägerlatein: die mehr oder weniger wahren Erzählungen von Jägern, die oft die Zahl und besonders die Größe der erlegten Tiere übertreiben
- Jagdgenossenschaft: Zusammenschluss aller Grundeigentümer einer Gemeinde mit weniger Fläche, als zum Bestehen einer Eigenjagd nötig
- Jagdgewehre: 1. Flinten für den Schrotschuss 2. Büchsen für den Kugelschuss 3. Kombinierte Waffen, z. B. Drilling
- Jagdherr: Eigentümer oder Pächter eines Reviers[39]
- Jagdjahr: im Unterschied zum Kalenderjahr beginnt das Jagdjahr am 1. April und endet am 31. März des folgenden Jahres
- Jagdschaden: in BJagdG 33 wird J. definiert
- Jagdschein: Lizenz zur Jagdausübung
- Jagdsignale: Tonfolgen oder Musikstücke, die auf Jagdhörnern geblasen werden
- Jagdtross: das Gefolge einer Jagd, insbesondere historisch
- Jagdzeug: Gerätschaften zur Durchführung einer Jagd

### K
- Kahlwild: weibliche Tiere beim Rot- und Damwild. Sie haben kein Geweih.
- Kalb: Jungtiere von Rot-, Elch- und Damwild von der Geburt bis zum Martinstag oder 31. März des auf die Geburt folgenden Jahres
- kalte Fährte: Fährte, die vor der Nachsuche mehrere Stunden gestanden hat, über Nacht
- kalte (oder: blanke) Waffen: Messer (z. B. Waidblatt) und ähnliche Waffen (z. B. Saufeder), die zur Jagd verwendet werden
- kämmen: aggressiv über das Federspiel, den Balg, die Faust oder das Wild hingwegstreichen, vom Beizvogel
- Kammer: Brustkorb des Haarwildes
- Kanzel: Hochsitz
- kapital: groß oder stark, z. B. ein kapitaler Hirsch mit starker Geweihbildung
- Kastanien: dunkelgefärbte Haarbürsten[40] (Duftdrüsen) auf der Außenseite der Hinterläufe der Cerviden knapp unterhalb des Sprunggelenks
- Katz, die (Katze): 1. weibliches Murmeltier; 2. weibliche Wildkatze (Kätzin)[41]
- Keiler: männliches ausgewachsenes Wildschwein
- Kern: „nackter“ Tierkörper kleineren Haarwildes (insbesondere Raubwildes) nach dem Abbalgen (siehe auch Balg)
- Kessel:[42]
  - der Hauptraum eines Tierbaus, z. B. im Rotfuchsbau
  - das Lager einer Wildschweinrotte und der Bache mit Frischlingen
  - bei der Treibjagd ein von Jägern und Treibern gebildeter Kreis, in dem und aus dem hinaus das Wild getrieben wird
  - Ort, an dem eine Kette Rebhühner gehudert oder gelagert hat
- Kette: Familienverband beim Rebhuhn
- Kipplaufwaffe: Jagdgewehr mit abkippbarem Lauf, meist Flinten, aber auch als Büchsen oder kombinierte Waffen, z. B. Drilling
- Kirrung, die: Futterausbringung zwecks Anlockens von Schwarzwild (Wildschweinen)
- Kitz: Jungtier von Reh, Gämse oder Steinwild
- Klauen, die: 1. Nägel des Haarraubwildes, der Hunde, der Greifvögel und der Falkenartigen; 2. biologische Bezeichnung der Schalen des Schalenwildes[43]
- kleben: sich meist aufgrund einer zu tiefen Kondition während der Beizjagd nicht vom Falkner entfernen, vom Beizvogel
- kleines Jägerrecht: Traditionelles Recht, nach dem das Geräusch demjenigen zusteht, der das Stück aufgebrochen hat
- kleines Jagdrecht: Recht des Grundeigentümers auf seinem Grundstück im befriedeten Bezirk (Fallen-)Jagd auf Kaninchen und Steinmarder auszuüben.
- Kloben: Klemmfalle für den Vogelfang[44][45]
- Klötze: die Hoden beim männlichen Schwarzwild
- knautschen: schlechte Eigenschaft des Jagdhundes, der gebrachtes Wild quetscht
- kneten: ausgelöst durch Bewegung oder Laute die Fänge krampfartig zusammenziehen, von grifftötenden Greifvögeln
- Knieper: zwei Jahre alter Damhirsch
- Knödelbogen: süddeutsch für Schüsseltreiben[46]
- Knopfbock, auch Knöpfler: geringer Rehbock mit kümmerlicher Geweihbildung, z. B. als Knöpfe oder kurze Spieße
- Kolbenhirsch: Hirsch im Bast
- kollern: Lautäußerung des Birkhahnes
- Kompanieschuss, der: zwei Schützen beschießen gleichzeitig ein Stück Wild[47]
- krank: Zustand eines angeschossenen oder auch angefahrenen Stückes
- Kranz: vgl. Kränzen
- kränzen: hinterlassene Hirschfährte[48] im harten Boden[49] durch die äußeren Schalenkanten, den Kranz
- Krebsschere: O-förmige, nicht erwünschte Einkerbung der Damschaufel[50]
- Krellschuss: Schuss, der, anstatt das Wild zu töten, nur den Dornfortsatz eines Wirbelkörpers trifft
- Krickel: das Horn der Gams
- Krone: 1. alle über der Mittelsprosse sitzenden Enden (außer Wolfsspross) im Geweih des Rothirsches; 2. beim Rehbock das ganze Gehörn; 3. Schmuckfedern auf dem Kopf mancher Vögel; 4. Kuppe der Grandeln
- kröpfen: Nahrung in den Kropf aufnehmen (fressen), vom Greifvogel und Falkenartigen
- Krucke: das Horn des Steinbocks[51]
- Krumme, der: scherzhaft Feldhase
- Krummen: nach außen gebogene, äußere Stoßfedern des Birkhahns (jeweils zwei bis vier Stück)
- Kuder, der: männliches Tier des Luchses oder der Wildkatze
- kudern: das „Knurren“ des Birkhahnes, auch Nachahmung des Birkhahnes durch den Jäger[52] (wahrscheinlich nicht mehr in Gebrauch)
- Kugelfang, natürlicher: Geländegegebenheiten, die bei der Jagd das Ziel durchschlagende oder fehlgehende Geschosse sicher abfangen können; wird im flachen Gelände durch die erhöhte Position auf Hochsitz, Drückjagdbock u. ä. gewährleistet, die es ermöglicht relativ steil in den Boden zu schießen
- Kugelschlag: Geräusch beim Auftreffen des Geschosses auf den Wildkörper, vgl. Schusszeichen
- Kuhle: Schlafmulde bzw. Lager des Schalenwildes
- Kurzwildbret: Penis und Hoden beim Hoch-, Reh- und Schwarzwild

### L
- Lager: 1. Ruheplatz des Wildes; 2. Patronenlager; 3. Platz für ein Fangeisen
- Lagerschnepfe: auch über den Winter im Revier verbleibende Schnepfe (Standvogel)
- lahnen: beim Anblick des Falkners nach Futter betteln (rufen), vom fehlgeprägten Beizvogel (meistens nur im ersten Lebensjahr zu beobachten)
- Lampe, Meister: Name des Hasen in der Fabel
- Lanneret: männlicher Lannerfalke
- Lapard: ein zur Beizjagd der Natur im Juvenilstadium nach Neujahr entnommener Greifvogel (meist Habicht) oder Falkenartiger
- Lauerjagd: Einzeljagd im Vergleich zu Hetzjagd
- Läufe: Beine von vierfüßigem Wild
- Laut: Gebell der Jagdhunde, sie geben oder werden laut: Weid-, Spur-, Baulaut, Stand-, Hetzlaut
- Lappjagd: Schnüre mit Lappen werden um ein Treiben gespannt; das Wild geht – normalerweise – nicht unter den Lappen durch und kann so zielgerichtet getrieben werden
- Lecker: Zunge des Schalenwildes
- Lehrprinz: Lehrmeister eines in der Ausbildung befindlichen Jungjägers
- Leiter: Ansitzleiter
- leiten: die Beute oder das Federspiel nach dem Schlagen wegtragen, vom Beizvogel
- Licht: Auge des Schalenwildes
- Lockjagd: Jagdart, bei der das zu bejagende Wild mit verschiedenen Mitteln angelockt wird
- Löffel: Ohren des Hasen oder Kaninchens
- lösen: 1. Tiere setzen Kot ab: lösen sich; 2. den Jagdschein einlösen bzw. erneuern
- Löseplatz: ein Ort, an dem sich der Jagdhund lösen, also Kot und Urin absetzen kann
- Losung: hinterlassene Exkremente
- Luder: als Köder für Raubwild verwendetes, totes Wild oder Teile davon, z. B. Aufbruch
- Luderplatz: Stelle, an der Luder ausgebracht wird
- Lunte: Schwanz des Rotfuchses
- Luser, Loser: Lauscher

### M
- mahnen: kurzer nasaler Laut als Kontaktlaut beim Rotwild
- Malbaum: Baum, an dem sich Wild reibt, z. B. Wildschwein
- manteln: der Greifvogel oder Falkenartige, z. B. der Beizvogel deckt seine Beute mit den Schwingen ab
- markieren: Verhalten bestimmter Wildarten zur Kennzeichnung ihres Reviers
- Mast: die Früchte bestimmter Bäume (Mastbäume), die Wild als Nahrung dienen, z. B. Eicheln, Bucheckern
- Mauser: 1. Federwechsel bei Federwild; 2. Erpel in der Mauser; 3. deutscher Waffenhersteller
- mausen: Raubwild beim Mäusefang
- Mäuseburg: Lockstelle für die Bejagung des Rotfuchses
- mäuseln: zur Lockjagd den Ton der Maus nachahmen
- meckern: Geräusch der Bekassine im Sturzflug
- Meister Braun oder Petz: Braunbär
- melden: Lautäußerung bei Cerviden während der Brunft
- Meute: heute verwendet für eine Gruppe Jagdhunde auf der Jagd
- Milchreife: Getreidekörner vor Beginn des Hartwerdens, besonders anziehend für Wild mit dem Ergebnis von Wildschaden
- Mittelsprosse: in der Mitte des Geweihes sitzendes Ende unterhalb der Krone
- mitziehen (auch mitschwingen oder mitfahren): mit angeschlagenem Gewehr dem sich bewegenden Ziel folgen, um im richtigen Moment zu schießen[53]
- Moderhinke: Infektionskrankheit, bei der die Hufe bzw. Schalen wegfaulen
- Mönch: geweihloser Hirsch

### N
- nachprellen, auch vor- oder losprellen: Wild aufschrecken, von einem ungehorsamen Jagdhund – ein unerwünschtes Verhalten insbesondere von Vorstehhunden[54][55]
- Nachsuche: Das Suchen von krankem Wild mit dem Schweisshund
- nadeln: Das Auerhuhn äst im Nadelholzbaum
- nageln: Abdrücke der Krallen einzelner Tritte in der Spur bei Raubwild
- nässen: Harn absetzen
- Nascher oder Naschäser: Selektierer, einen Hauptäsungstyp von wiederkäuendem Schalenwild, unter anderem: Rehwild und Elche
- Nestling: junger Greifvogel oder Falkenartiger im Nest
- Neue: frisch gefallener Schnee, der beim Fährten hilft[56][57]
- Niederjagd oder Niederwildjagd: Jagd auf und Jagdbezirk, in dem nur Niederwild vorkommt
- niedertun: Schalenwild setzt oder legt sich, Schwarzwild schiebt sich ein
- Notzeit: Zeit, in der Wild nicht genug natürliche Äsung findet
- Nuss: weibliches Geschlechtsteil bei Hund und Haarraubwild
- Nutzwild: Wild mit jagdwirtschaftlichem Nutzen, z. B. Wildbret

### O
- Oberwurf: Oberkiefer des Schwarzwilds
- orgeln: in der Brunft anhaltend schreien, vom Rothirsch

### P
- Paarhühner: Elterntiere beim Rebhuhn, die mit ihrem Gelege später eine Kette bilden
- Paartritt: Spur von Wiesel und Marder
- Pansen: einer der drei Vormägen von Wiederkäuern, großer Vorratsmagen
- Parforcejagd: Jagd zu Pferd hinter der Hundemeute
- Pass: Wildwechsel von Niederwild außer Rehwild
- Patentjagd: Lizenzjagd im Gegensatz zur Revierjagd
- Perlen: kleine Erhebungen an Geweihstangen
- Perückenbock: krankhafte Veränderung des Gehörns beim Rehbock
- Petschaft: Bruchstelle an der Abwurfstange bei den Cerviden (Hirschartigen)
- plätzen: mit den Vorderläufen das Laub wegschlagen, z. B. vom Rehwild
- Pflanzzeit: Zeit zum Ausbringen der Forstpflanzen
- Plattkopf oder Mönch: Rothirsch ohne Trophäe
- Pinsel: Bezeichnung für das längere Haarbüschel am Penis des Schalenwildes
- Pirsch: Einzeljagd, bei der der Jäger vorsichtig und leise im Revier gegen den Wind „pirscht“ bzw. schleicht, um unbemerkt möglichst nahe ans Wild zu kommen. Dazu ist gute Revierkenntnis erforderlich. Ebenso saubere Pirschpfade
- Pirschzeichen: Blut, Knochensplitter, Fleischstücke usw. von angeschossenem Wild
- Platzhirsch: „Herrscher“ über das Brunftrudel (Kahlwild)
- Pürzel: Schwanz beim Dachs und Schwarzwild
- puitzen: Lockruf der Schnepfe beim Balzflug

### Q
- Quäke, die (Hasen-): Lockinstrument zur Fuchsjagd
- Quarthase: ein bis zwei Monate alter Hase
- Quaste, die: Schwanzende beim Schwarzwild und Hermelin
- Querflinte: Doppelflinte mit nebeneinander liegenden Läufen
- Querschläger: falsch für Abpraller
- Quersuche: die weit nach rechts und links ausholende Suche des Jagdhundes vor dem Jäger
- quittieren: ein beschossenes Stück Wild quittiert den Schuss, es zeichnet
- quorren: Lautäußerung der balzenden Schnepfe

### R
- Rammelwolle: ausgerissene Haarbüschel von Hasen und Wildkaninchen während der Brunft
- Ranz, die: sexuell aktive Zeit des Raubwilds
- Raspeln: Äsen des Auerhahns während einer Balzpause
- Ratz: Iltis
- Raubwild: Beutegreifer, Raubtier
- Raubzeug: nicht dem Jagdrecht unterliegende Beutegreifer, u. a. streunende, revierende oder wildernde Hunde oder Katzen
- rauer Schuss: Schrotschuss aus glattem Flintenlauf
- Rausche: Paarungszeit des Schwarzwildes
- Rauschsynchronisation: Paarungssynchronisation des Schwarzwildes (ist eine Annahme, die bisher nicht belegt ist)
- Reh oder Rehwild: Sammelbezeichnung für Rehwild
- Reif oder Reifel: das Hinterlassen einer Hirschfährte,[58] so dass beim Ineinandertreten von Vorder- und Hinterlauf ein kleiner Erdstreifen entsteht
- Reifen, das: erlegtes Wild wird eine kurze Zeit bis zu einigen Tagen in die Kühlung gehängt
- Reihzeit: Begattungszeit bei Wasservögeln
- Revier: Jagdbezirk
- revieren: das Gelände systematisch absuchen, vom Jagdhund
- revidieren: die Fallen täglich kontrollieren, vom Jäger
- Ricke: Weibliches, adultes Reh, auch Geiß
- Riegel: Wildwechsel im Gebirge
- Riegeln, Riegeljagd: Drückjagd mit wenigen Treibern, bei der Waldstücke an den Riegeln abgestellt werden
- Riemenarbeit: Teil der Nachsuchearbeit mit geprüften Jagdhunden auf Wild[59]
- rinnen: Schwimmen beim Haarwild
- ringeln: 1. neue, hygienische Methode beim Aufbrechen[60]; 2. Entrinden durch Eichhörnchen[61]
- ringholen: in der Thermik nahezu ohne Flügelschläge kreisend nach oben steigen, von vielen Greifvogelarten und Falkenartigen
- rollieren, radschlagen: sich nach Erhalt der Kugel oder der Schrote überschlagen, vom flüchtigen Wild (manchmal zu beobachten)
- Rose: 1. kranzförmiger Sockel am Grund der Stangen eines Geweihes mehrjähriger Hirschartiger; 2. nackte Hautstellen am Kopf von Hühnervögeln, z. B. Balzrosen beim Birkhahn
- Rosenstock: knöcherner Stirnzapfen, auf dem die Geweihstange sitzt
- Rote Arbeit: aufbrechen bzw. ausweiden
- Rotte: 1. Gruppe von mehreren Wildschweinen; 2. auch beim Wolf (selten)
- Rotwild: Rothirsch
- Rudel: Gruppe von mehreren Tieren einer Schalenwildart, außer Schwarzwild, und von Wölfen
- rudeln: 1. Tiere sammeln sich, um ein Rudel zu bilden; 2. seinen Laut äußern, vom Birkhahn[62]
- Rütteln: Turmfalke (Rüttelfalke) steht mit schnellem Flügelschlag in der Luft
- Rute: 1. Schwanz bei Hunden, allem Haarraubwild, außer Fuchs (Lunte), Dachs und Bär (Bürzel); 2. Penis bei Schalenwild (Brunftrute), Raubwild und Hund (Feucht- oder Fruchtglied), Hase, Kaninchen und Murmeltier (Brunftrute)

### S
- Sakret: männlicher Würgfalke
- Salzlecke: Vorrichtung, die dem Wild Salz zur Mineralzufuhr anbietet; meist in der Nähe von Wildäsungsflächen
- Sasse: Lager des Hasen
- Sau: ein Wildschwein (als Art – speziell als weibliches Tier siehe: Bache)
- Saufänger: eine Klinge zum Abfangen (Erstechen) von Schwarzwild, z. B. bei einer Drückjagd
- Saufang: lebend fangende Falle für Wildschweine
- Saufeder: eine lange, zweischneidige Klinge, die auf einem bis zu zwei Meter langen Hartholzstiel montiert und zum Abfangen von annehmendem Schwarzwild verwendet wird
- Sauwetter: gutes Wetter zur Jagd auf Schwarzwild, aus der Sicht des Menschen ein eher schlechtes Wetter
- Schadhirsch: auch Mörderhirsch, weil er als meist älterer, zurückgesetzter Rothirsch mit Stangen ohne ausgebildete Enden andere Hirsche forkeln (erstechen) kann
- schädelecht: Gehörn oder Geweih, das nicht abgeworfen wurde (Abwurfstangen), sondern beim Erlegen des Tieres fest mit dem Schädelknochen verbunden war
- Schachtel: alte, weibliche Tiere des Reh-, Gams- oder Rotwildes, die keine Jungen mehr führen. Hieraus ist der Begriff „Alte Schachtel“ abgeleitet.[63][64]
- Schale: die Klauen des wiederkäuenden Haarwildes und des Wildschweins
- Schalenwild: Wildarten mit Schalen (Klauen), also wiederkäuendes Haarwild und Wildschweine
- Schärfe (Wildschärfe): angewölfte (genetisch bestimmte) Eigenschaft von Jagdhunden, sich zum Kampf zu stellen (Wildschärfe, Raubwild- und Raubzeugschärfe, Mannschärfe)[65]
- Scherenfalle: ein früher gebräuchliches, heute in Deutschland verbotenes Fanggerät, das aus Knüppeln gebaut wurde und sich besonders zum Fang von Mardern eignete
- Schild, der oder das: 1. Verdickung der Schwarte auf den Schulterblättern der männlichen Wildschweine (Keiler); 2. Brustfleck bei Hühnervögeln; 3. weitere, veraltete Bedeutungen bei Haseder[66]
- Schirm: Sichtblende am Boden als Jagdeinrichtung[67]
- Schleppe: 1) ein Luder zum Luderplatz ziehen, 2) in der Hundeausbildung eine Spur für den Hund ziehen
- Schloss: Bezeichnung des Knorpels im Beckenboden, durch den der Mastdarm des Wildes geht. vgl. aufbrechen
- Schlüpfertyp: Klassifizierung von Reh- und Sikawild
- Schmalreh: junges, weibliches Reh. Es ist das Kitz vom Vorjahr.
- Schmaltier: junge Hirschkuh, das Kalb vom Vorjahr.
- Schmalz: Fett des Murmeltieres und des Dachses
- Schmalzmann: Dachs, auch Grimbart
- Schmelz: Ausscheidungen von Greifvögeln und Falkenartigen
- Schnalle: das äußere weibliche Geschlechtsteil von Hunden, Füchsen, Wölfen u. a.
- schnallen: wenn der Jagdhund von der Leine gelassen wird
- Schnecke: 1. Horn des Widders, jagdliche Trophäe; 2. Gehäuse der Tritonschnecke vgl. Hirschruf
- Schneider: 1. geringer Hirsch oder Auer-/Birkhahn; 2. Jäger, der ohne Beute heimkehrt
- Schnepfendreck: Gericht aus den Eingeweiden der Schnepfe
- Schnepfenstrich: Balzflug der Waldschnepfe
- Schnitthaar: bei Eintritt des Geschosses in den Wildkörper abgeschnittenes Haar
- schnüren: Gangart Rotfuchs, Wolf oder Luchs, bei der die Pfoten in einer geraden Linie hintereinander den Boden berühren, wobei die Hinterpfoten in die Spuren der Vorderpfoten derselben Körperseite gesetzt werden,[68] im Gegensatz zum Schränken
- Schof: Ente mit Jungenten bzw. Gans mit Gössel
- schöpfen: Wild und Federwild schöpfen, wenn sie trinken[69]
- Schrank oder Schränken vgl. Hirschgerechte Zeichen: der seitliche Abstand der Tritte des rechten Laufpaares vom linken in der Schrittfährte
- Schürze: beim weiblichen Rehwild helles Haarbüschel über dem weiblichen Geschlechtsteil (Feuchtblatt)
- Schützenbruch: Zweig einer gerechten Holzart, die dem Erleger eines Stückes Wild vom Jagdherrn überreicht wird[70]
- Schüsseltrieb oder -treiben: geselliges Beisammensein nach beendeter Gesellschaftsjagd, meist zum Essen
- schussfest: Jagdhund, der bei Abgabe eines Schusses nicht erschrickt
- schusshitzig: Jagdhund, der gleich nach Abgabe eines Schusses ohne Befehl das Wild verfolgen oder nachsuchen möchte
- Schusszeichen: Merkmale, die anzeigen, ob und wo das Wild getroffen wurde, z. B. wie es zeichnet
- Schwarte: die dicke, behaarte Haut bei Dachs und Schwarzwild
- Schwarzkittel: jagdlicher Begriff für Wildschwein
- Schwarzwild: jagdlicher Oberbegriff für Wildschweine
- schweimen: Flugeuphorie bei Greifvögeln und Falkenartigen; sich in großer Höhe dem Einfluss des Falkners entziehen
- Schweinesonne: Vollmond, dessen Licht beim nächtlichen Ansitz auf Wildschweine besonders günstig ist
- Schweiß: das Blut des Wildes und des Jagdhundes, sobald es aus dem Tierkörper austritt
- Schweißhund: Jagdhund, der darauf spezialisiert ist, krankes (verletztes), schweißendes (blutendes) Schalenwild im Rahmen der Nachsuche zu suchen, zu finden und zu stellen
- Seher, die: Augen des Haarraubwildes wie Fuchs sowie von Hase, Kaninchen und Murmeltier[71]
- Setzen, das: das Gebären beim Schalenwild außer Schwarzwild (frischen), sowie bei Hase, Kaninchen und Murmeltier
- Sicheln: nach außen gebogene, äußere Stoßfedern des Birkhahns (jeweils zwei bis vier Stück)
- sichern: 1. bei Wild: die Umgebung mit allen Sinnesorganen prüfen; 2. bei der Waffe: die geladene Waffe mittels Sicherung sichern oder entsichern
- Spiegel: die helle Fellfärbung am Hinterteil der Cerviden (Hirschartigen), z. B.: beim männlichen Reh nierenförmig, beim weiblichen Reh herzförmig mit zusätzlicher, heller Behaarung über dem Feuchtblatt, welche auch Schürze genannt wird
- Spiel: Gesamtheit der Schwanzfedern beim Birkhahn
- Spieß: Geweih oder Gehörn ohne Abzweigungen
- Spießer: junger Rehbock oder Hirsch mit Gehörn oder Geweih, das sich noch nicht gegabelt hat
- sprengen: Wild mit dem Bauhund oder Frettchen aus dem Fuchsbau oder Kaninchenbau treiben
- Sprengruf: Kampfschrei eines Platzhirsches, um Nebenbuhler zu vertreiben
- Sprinz: männlicher Sperber, bei allen anderen Greifen heißt der männliche Vogel Terzel
- Sprung: 1) eine Gruppe von Rehen in der Winterzeit, 2) der hintere Lauf des Feldhasen
- Sprosse oder Spross: Verzweigung, Ende an einer Geweihstange
- Spur: Trittsiegel bei allen Haarwildarten außer Schalenwild
- spurlaut, vgl. fährtenlaut: beschreibt den auf der Spur oder Fährte des Wildes laut jagenden, also bellenden Jagdhund
- Ständer: Beine und Vogelfuß beim Federwild
- Standarte, oder Lunte: der Schwanz des Fuchses und des Wolfes
- Standwild: Wild, das sich im Gegensatz zum Wechselwild ständig in einem Revier aufhält
- Stange: 1. Geweihstange; 2. Parierstange bei Blankwaffen; 3. Abzugsstange
- Steine: 1) Hoden des Keilers; 2) Besonders große Perlen an Geweihen[72]
- stellen: 1. der Hund stellt das Wild, wenn er es zum Stehen bringt, z. B. bei einer Hetze nach der Nachsuche; 2. Beizvogel lässt sich nieder; 3. Falle fängisch stellen
- Stern: die Iris beim Wild
- Stingel: der Hals der Entenvögel
- stöbern: außerhalb der Kontrolle des Hundeführers[73] planmäßig suchen, vom Stöberhund
- Stoß: die Gesamtheit der Schwanzfedern eines Greifvogels oder Falkenartigen
- Strecke, Jagdstrecke: alle erlegten Tiere einer (Gesellschafts-)Jagd, nach einer festgelegten Ordnung in Reihen ausgelegt („die Strecke legen“, „zur Strecke bringen“)
- Strich: regelmäßig eingehaltene Flugbahn von Vögeln („Federwild“) von und zu Rastplätzen oder Nahrungsplätzen, oder bei der Balz, z. B. Schnepfenstrich
- Stück: allgemeiner Zahlklassifikator für Dinge und Tiere (ohne Plural, also z. B. zwei Stück Rehwild), insbesondere weil man jagdlich nicht das Reh oder das Tier sagt, sondern von einem Stück spricht.
- Schusszeichen: Hinweise beim Einschlag des Geschosses in den Wildkörper
- Suchenheil! oder „Suchen Heil!“: Traditionelle Wunsch- und Gratulationsformel für Nachsucheführer zur Nachsuche auf angebleites Wild mit brauchbarem Jagdhund.[74]
- Suchendank! oder „Suchen Dank!“: Dank des Nachsucheführers für die Gratulation „Suchenheil!“[75]
- Sulze: siehe Salzlecke

### T
- Teckel: jagdlicher Begriff für Dackel
- Teller: Ohren des Schwarzwildes
- Terzel: männlicher Greifvogel (Ausnahme: Sprinz für den männlichen Sperber)
- Tier: weiblicher Hirsch, je nach Tierart heißt es vollständig Rottier oder Damtier, auch Altersbezeichnung als Schmaltier
- Tirass, der: Decknetz zum Fang von Federwild
- Totengräber: Jagdhund, der gefundenes Wild vergräbt anstatt es zu apportieren
- totverbellen: Laut geben beim Auffinden eines verendeten Stückes Schalenwild bis zum Eintreffen des Jägers, vom Hund
- Totverbeller: Hund, der beim Auffinden eines verendeten Stückes Schalenwild Laut gibt und bis zum Eintreffen des Jägers beim Stück verbleibt
- Totverblasen, Totsignal: individuelle Jagdhornsignale für alle auf einer Gesellschaftsjagd zur Strecke gebrachten Tierarten
- totvertrinken, tottrinken: einen Umtrunk der Jäger zu Ehren des erlegten Wildes veranstalten
- Tracht: Gebärmutter des Haarwildes, auch der Embryo
- Träger: der Hals von Schalenwild außer Schwarzwild[76]
- Treiben: im Rahmen einer größerflächigen Bewegungsjagd bejagtes Teilgebiet
- Trollen: Trab beim Schalenwild
- Tropfbett: Ansammlung von heruntergetropftem Schweiß eines angeschossenen, aber noch stehenden Tieres, das an diesem Platz Deckung gesucht hat
- Tritt: einzelner Fußabdruck von Schalenwild (mehrere Tritte bilden eine Fährte)
- Trosch: Federbusch auf der Falken-Kappe

### U
- überfallen: Schalenwild überfällt Hindernisse, d. h. überspringt diese
- übergehen: 1. z. B. Fährte oder Pirschzeichen übersehen, 2. z. B. an einem sich drückenden Hasen vorbeigehen, 3. ein weibliches Stück Schalenwild wird nicht beschlagen (begattet), so dass es im folgenden Jahr nicht führt, d. h. keinen Nachwuchs hat
- Überhege: führt zu erhöhter Population und Wildschaden
- überjagen: ein Jagdhund verlässt den zu bejagenden Bezirk oder jagt über die Reviergrenze hinaus
- Überläufer: junges Wildschwein im Alter zwischen 12 und 24 Monaten (ursprünglich: in dem auf die Geburt folgenden Jagdjahr)
- überrollen: bei der Baujagd gelangen Fuchs oder Dachs über den vorliegenden Hund ins Freie
- unterladen: Patronen in das Magazin laden, den Verschluss dann aber so schließen, dass keine Patrone in das Patronenlager gelangt, bei allen Schusswaffen mit abnehmbarem Magazin
- Urhahn: Auerhahn
- Urian, der: alter, starker Keiler

### V
- verbeißen, als Folge Verbiss: Fraßspuren an Bäumen und Sträuchern
- verblasen: durch ein Hornsignal anzeigen, dass ein Stück Wild erlegt worden ist
- verblatten: den Rehbock bei der Blattjagd vergrämen
- verdrücken: die Nahrung vom Kropf in den Magen befördern (drücken), vom Beizvogel
- verenden: Wild stirbt auf gewaltsame Weise. Natürliches Sterben heißt fallen[77]
- vergrämen oder Vergrämung: beabsichtigtes oder unbeabsichtigtes Verjagen von Wild
- verhitzen: die stickige Reifung (Verderb) von geschossenem Wild durch Hitzestau im Kadaver, wenn es nicht rechtzeitig aufgebrochen wird
- verhoffen: ziehendes oder äsendes Wild bleibt stehen, z. B. um einen „verdächtigen“ Gegenstand zu betrachten oder ein Geräusch zu orten
- Verklüften: eine Röhre zuscharren, durch Dachs oder Fuchs
- Verlorenbringer: ein Jagdhund, der die Wundspur des kranken Hasen/Fuchs verfolgt, ihn fängt, abtut und bringt
- verludern: angeschossenes und nicht rechtzeitig gefundenes Wild verdirbt
- vernehmen: hören
- verprellen: Wild aus Unvorsichtigkeit oder Ungeschicklichkeit verjagen
- versorgen: das Wild nach dem Erlegen aufzubrechen und eventuell zu lüften und Proben zu entnehmen
- Vorsuche: finden des Anschusses durch den Jagdhund zur weiteren Nachsuche
- Vorstehhunde: Jagdhunderassen, die die Eigenschaft des „Vorstehens“ ausgeprägt aufweisen, d. h., sie zeigen dem Jäger entdecktes Wild durch „Vorstehen“ an
- verwittern: 1) bei Fallen den menschlichen Geruch überlagern (Pferdemist); 2) eine Stelle mit Geruchsmarken verstänkern (gegen Wildschaden)[78]

### W
- Waidbesteck: Ein Waidblatt und ein Jagdnicker, die zusammen in einer Scheide geführt werden.
- Waidblatt: Schweres Jagdmesser zum Abfangen von starkem Wild. Kann auch ähnlich einer Praxe oder Machete zum Freischneiden verwendet werden.
- Waidgerechtigkeit (oder Weidgerechtigkeit[1]): ethische Regeln, nach denen ein fermer bzw. waidgerechter (weidgerechter) Jäger handeln und jagen soll
- Waidloch (oder Weidloch[1]): After oder auch Enddarm des Wildes oder des Jagdhundes
- Waidlochauslöser: Instrument zum Ringeln
- Waidmann (oder Weidmann[1]): Jäger
- Waidmannsdank! (oder Weidmannsdank![1]): Antwort auf ein als Gratulation gedachtes „Waidmannsheil!“ (Weidmannsheil)
- Waidmannsheil! (oder Weidmannsheil![1]): Traditionelle Begrüßungs-, Verabschiedungs- oder Gratulationsformel unter Jägern
- waidwund (oder weidwund[1]): von einem Schuss in die Eingeweide (Gescheide) getroffen
- Wechselwild: Schalenwild, das nicht als Standwild in einem bestimmten Revier oder Gebiet vorhanden ist, sondern aus bestimmten Gründen, wie z. B. Brunft oder Äsungsangebot einwechselt und das Revier oder Gebiet bald wieder verlässt
- Wedel: Schwanz bei Hirschartigen (Cerviden)
- weichgeschossen (Weichschuss[79]): von einem Schuss in die Eingeweide (Gescheide) getroffen, siehe weidwund
- Welpe: Jungtier von Raubtieren, also prinzipiell auch von Katzen, meist jedoch von Hundeartigen
- Widergang (auch Widersprung oder Nebengang): vom Wild mehrmals benutzte gleiche Fährte, wodurch es verfolgende Feinde abschüttelt[80]
- Wild: im Bundesjagdgesetz als solches definierte Wildtiere
- Wildbret: das zum Verzehr bestimmte Fleisch von erlegtem Wild
- Wilddichte: Stückzahl einer Art auf 100 Hektar, meist auf Schalenwild bezogen[81]
- Wildfolge: Vereinbarung, krankes bzw. angeschossenes Wild über die Reviergrenze nachzusuchen
- Wildschaden: wird in BJagdG 29 geregelt
- Wildwechsel: regelmäßig von Schalenwild begangener Pfad
- Wimpelschlagen, ein Himmelszeichen: ist das Auseinanderwerfen von Ameisenhaufen, das die Rothirsche mit dem Geweih bewirken; die Schäden werden auch als Wimpelschäden bezeichnet
- winden: mit dem Geruchssinn etwas wahrnehmen, riechen; beim Wild und beim Hund gebraucht
- Windfang: Nase des Schalenwildes, außer Schwarzwild
- windgerecht, auch: windrecht (Windgerechtigkeit / Windrechtheit): im Gegenwind oder halben Wind, vom Anlaufen des Wildes, Übertrag aus der Seemannssprache[82] in die Jägersprache
- Witterung: Geruchssinn oder Geruch („Witterung aufnehmen“, schnuppern)
- wölfen (auch werfen): gebären bei Wolf, Fuchs und Hund
- Wolfsspross: zusätzliches Ende am Geweih zwischen Mittelspross und Krone
- worgen (auch wörgen, würgen, kröpfen): knarrende bzw. würgende Laute eines Auerhahnes, wenn er auf seinem (Schlaf-)Baum aufgebaumt hat (sitzt)
- Wundbett: Stelle, an der sich ein verletztes Stück Schalenwild niedertut, das heißt niederlegt

### Z
- Zain, der oder das: veraltet für 1) den Schwanz des Dachses (heute Bürzel); 2) die Brunftrute des Hirsches
- Zeichnen: Reaktion des Wildes auf den Schuss durch Bewegung und Lautäußerung
- Zementzonenverfahren: Methode zur Altersbestimmung beim Rotwild
- zerwirken: Wild zu Wildbret bzw. in küchenfertige Teile zerlegen, siehe Auslösen
- ziehen: 1. sich ruhig fortbewegen, vom Schalenwild; 2) fliegen, von Vögeln
- Zielwasser: Alkohol, der dabei helfen soll, von ruhiger Hand zu zielen
- Ziemer oder Zimmer: Rückenbraten vom Wildbret von zerlegtem Rot-, Dam-, Reh- und Schwarzwild, der wieder in Wedel- oder Blumenziemer, Mittelziemer und Vorder- oder Blattziemer unterschieden wird
- Zugschnepfe: nur vorübergehend im Revier anzutreffende Schnepfe (Zugvogel)
- Zukunftsbock bzw. -hirsch: junge, gut veranlagte maskuline Cerviden
- zurücksetzen: eine schwächere Entwicklung des Geweihs oder Gehörns gegenüber dem Vorjahr aufweisen
- zusammenbrechen: niederstürzen, vom Schalenwildes nach dem Schuss
- Zwang (vgl. Hirschgerechte Zeichen): die im Tritt zusammengepresste Erde oder Schnee
- Zwangswechsel: ein Pfad, den das Wild aufgrund örtlicher Gegebenheiten (Geländeform, Hindernisse etc.) zwangsläufig benutzen muss

### Wissenschaftliche Literatur
- Peter Ott: Zur Sprache der Jäger in der deutschen Schweiz. Ein Beitrag zur Terminologie der Sondersprachen (= Beiträge zur schweizerdeutschen Mundartforschung. Band 18). Huber, Frauenfeld 1970 (online).
- Katrin Josephine Wagner: Die Sprache der Jäger. Ein Vergleich der Weidmannssprache im deutsch- und englischsprachigen Raum (= Forum für Fachsprachen-Forschung. Band 143). Frank & Timme, Berlin 2018, ISBN 978-3-7329-0455-6 (online).

### Jagdlexika und Wörterbücher
19. Jahrhundert
- Georg Ludwig Hartig: Anleitung zur Forst- und Weidmanns-Sprache; oder, Erklärung der älteren und neueren Kunstwörter beym Forst- und Jagdwesen. 2. Auflage. Cotta, Stuttgart/Tübingen 1821 (Digitalisat).
- Georg Ludwig Hartig: Lexikon für Jäger und Jagdfreunde oder waidmännisches Conversations-Lexikon. Berlin 1836. Neudruck: Osnabrück 1979.
- Joseph und Franz Kehrein: Wörterbuch der Weidmannssprache für Jagd- und Sprachfreunde. Aus den Quellen bearbeitet. Chr. Linbarth, Wiesbaden 1871. Reprint: M. Sändig, Wiesbaden 1969.
- Ernst Ritter von Dombrowski: Deutsche Weidmannssprache mit Zugrundelegung des gesamten Quellenmaterials für den praktischen Jäger. J. Neumann, Neudamm 1897, 1913; 4. Auflage 1939.

20. Jahrhundert
- Riesenthals Jagdlexikon, Nachschlage- und Handbuch für Jäger und Jagdfreunde. Neudamm 1916. Reprint: Weltbild Verlag, Augsburg 1999, ISBN 3-8289-4143-5
- David Dalby: Lexicon of the mediaeval German hunt. A lexicon of Middle High German terms (1050–1500), associated with the chase, hunting with bows, falcony, trapping and fowling. Berlin 1965.
- Hans-Dieter Willkomm: Die Weidmannssprache. Begriffe, Wendungen und Bedeutungswandel des weidmännischen Sprachgutes. Deutscher Landwirtschaftsverlag, Berlin 1990, ISBN 3-331-00434-0.
- Ilse Haseder, Gerhard Stinglwagner: Knaurs Großes Jagdlexikon. Droemersche Verlagsanstalt, München 1996; Weltbild-Verlag, Augsburg 2000, ISBN 3-8289-1579-5.
- Carl Zeiß, Fritz Dobschova: Lexikon der Waidmannssprache und weiterer Sachgebiete der Jagd. Wildbiologie, Wildkrankheiten, Wildhege, Jagdbetrieb, Jagdpolitik, Jagdliches Brauchtum, Waffentechnik, Munitionskunde, Schießwesen, Jagdoptik, Jagdhundewesen, Falknerei u. v. m. VMA-Verlag, Wiesbaden 1996, ISBN 3-928127-37-3.

21. Jahrhundert
- Walter Frevert: Jagdliches Brauchtum und Jägersprache. Kosmos, Stuttgart 2007, ISBN 978-3-440-11034-8.
- Richard Blase: Kleines Wörterbuch der Jägersprache. Edition Jafona im Quelle & Meyer Verlag, Wiebelsheim 2010, ISBN 978-3-494-01491-3.
- Julia Numßen: Handbuch Jägersprache. Alle Fachbegriffe von A–Z kompakt erklärt. München 2017, ISBN 978-3-8354-1728-1.

### Sonstige Sachliteratur
- Richard Blase: Die Jägerprüfung. 32. Auflage. Edition Jafona im Quelle & Meyer Verlag, Wiebelsheim 2017, ISBN 978-3-494-01720-4.
- F. Müller, D. G. Müller (Hrsg.): Wildbiologische Informationen für den Jäger.
  - Band 1: Haarwild. Kessel, Remagen 2004, ISBN 3-935638-51-5.
  - Band 2: Federwild. Kessel, Remagen 2006, ISBN 3-935638-60-4.